# Soyuz 2 (cohete)
Soyuz 2 (en ruso: Союз-2), también llamado Soyuz-ST, es el nombre genérico de lanzadores de Rusia. Puede lanzar cargas a la órbita baja y también posee una etapa extra superior para llevar cargas más pesadas a órbitas altas (tal es el caso de los satélites Molniya) y otras para órbitas geosincrónicas. Permite poner en órbita cargas de 8,2 toneladas, prácticamente el doble que el R-7.
La tercera etapa (etapa superior) incorpora el nuevo motor RD-0124, la principal diferencia con el motor antiguo es la introducción del llamado sistema de ciclo cerrado por el cual el gas utilizado para impulsar al oxidante a las cámaras de combustión se quema en las mismas en lugar de ser descargado en el exterior.
El Soyuz 2.1b realizó su vuelo inaugural el 27 de diciembre de 2006, poniendo en órbita el satélite europeo COROT.
El contenedor de carga del Soyuz 2 puede acoplarse para llevar cargas con los siguientes diámetros: 2,7 m; 3,0 m; 3,3 m; y 3,7 m, un contenedor para cargas más grandes está disponible y tiene un diámetro de 4,11 m de diámetro por 11,4 m de longitud

## Descripción
Los Soyuz 2 son lanzados desde las plataformas LC-1 y LC-31 del Cosmódromo de Baikonur y la LC-43 del Cosmódromo de Plesetsk. Otro lugar de lanzamiento fuera de Rusia fue construido junto con la Agencia Espacial Europea en la Guayana Francesa y fue puesto en funcionamiento a finales de 2011. Sin embargo, en el 2022 la Agencia Espacial Europea canceló el acuerdo debido a la invasión rusa de Ucrania y, por tanto, Rusia ya no puede lanzar esos cohetes desde allí.
Todos los vuelos de la versión Soyuz-ST son ofertados por la empresa Starsem participada por Arianespace, Roscosmos y RKTs-Progress.
Se inaugurará la rampa con un lanzamiento dedicado a poner en órbita dos satélites del sistema de posicionamiento global Galileo.
Esto ha supuesto un gran paso para la industria aeroespacial rusa, sobre todo para la empresa TsSKB Progress, fabricante de los cohetes y vehículos Soyuz.
En general esta nueva versión del R-7 Semiorka tiene muchas mejoras entre ellas el control de vuelo y la telemetría, mejor rendimiento del combustible y más capacidad de poner en órbita un peso mayor.

## Variante

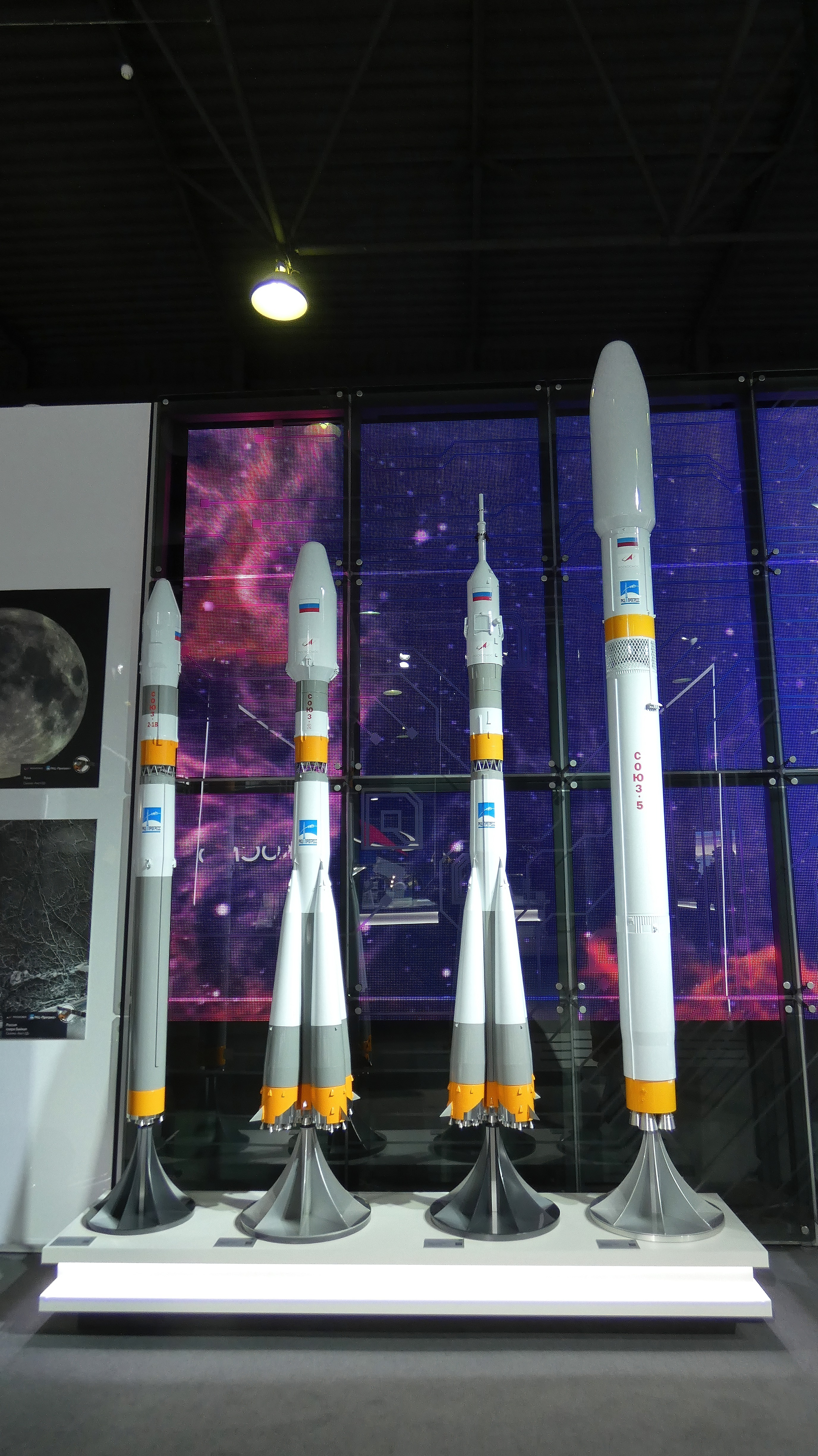
Colección Soyuz-2

El Soyuz 2.1v (en ruso: Союз 2.1в) es un cohete portador ruso  desechable, de diseño liviano, no tiene los cohetes de refuerzo laterales booster. Se deriva de la Soyuz 2.1b y es parte de la familia de cohetes R-7.
Se compone de un solo cohete central Soyuz-2.1b, sin los cohetes de refuerzo booster y en la etapa central, tiene un motor NK-33, que es más ligero, potente y económico, construido originalmente para el programa de cohetes de carga N1. La segunda etapa del cohete, que se instala sobre el cohete principal, es el mismo modelo de la segunda etapa del anterior cohete Soyuz 2.1b.
El nuevo motor RD-193 completó las pruebas estacionarias de laboratorio, esta versión del motor Soyuz, es más potente, liviano y pequeño que el diseño del cohete Angara RD-191 y está diseñado para sustituir el motor NK-33 de todos los cohetes Soyuz.
Está diseñado como un cohete portador ligero y de clase media, para los nuevos satélites que son más pequeños y livianos, necesitan ser transportados a una órbita baja en forma económica. Tiene una capacidad de carga útil de 2.850 kilogramos con una capacidad de elevación de la carga hasta una altitud de 200 kilómetros en el espacio, considerado una órbita baja para satélites pequeños y ligeros, para circular la órbita baja de la Tierra con una inclinación de 56,8° desde el cosmódromo de Baikonur, y 2800 kilogramos a una órbita de 200 kilómetros a 62,8° desde el cosmódromo de Plesetsk. 
Los lanzamientos de estos cohetes se llevan a cabo a partir de las instalaciones existentes en el cosmódromo de Plesetsk, en el noroeste de Rusia y el cosmódromo de Baikonur, en Kazajistán, las nuevas instalaciones del Cosmódromo Vostochni en el este de Rusia, en una zona al norte de China.

## Lanzamientos
| Fecha y hora (GMT)            | Configu- ración      | Lugar de lanzamiento                                                | Resultado     | Carga                                                                         | Notas |
| ----------------------------- | -------------------- | ------------------------------------------------------------------- | ------------- | ----------------------------------------------------------------------------- | --- |
| 8 de noviembre de 2004 18:30  | Soyuz 2.1a           | LC-43, Cosmódromo de Plesetsk                                       | Éxito         | Satélite Zenit                                                                | Prueba suborbital |
| 19 de octubre de 2006 17:28   | Soyuz 2.1a Fregat    | LC-31, Cosmódromo de Baikonur                                       | Éxito         | MetOp                                                                         | Satélite meteorológico |
| 24 de diciembre de 2006 08:34 | Soyuz 2.1a Fregat    | LC-43, Cosmódromo de Plesetsk                                       | Éxito         | Meridian 1                                                                    | Satélite de comunicaciones                                                                                                  |
| 27 de diciembre de 2006 14:28 | Soyuz 2.1b Fregat    | LC-31, Cosmódromo de Baikonur                                       | Éxito         | COROT                                                                         | Satélite de astronomía |
| 26 de julio de 2008 18:31     | Soyuz 2.1b           | LC-43, Cosmódromo de Plesetsk                                       | Éxito         | Cosmos (Persona?)                                                             | Satélite de reconocimiento (?)                                                                                              |
| 21 de mayo de 2009 21:53      | Soyuz 2.1a Fregat    | LC-43, Cosmódromo de Plesetsk                                       | Fallo parcial | Meridian 2 (Kosmos 2451)                                                      | Satélite de comunicaciones                                                                                                  |
| Julio de 2009                 | Soyuz 2.1b Fregat    | LC-31, Cosmódromo de Baikonur                                       | Éxito         | Meteor-M, Universitetskiy- Tatyana-2, Sterkh-2                                | Satélite climático y pequeño satélite científico                                                                            |
| Octubre de 2011               | Soyuz 2.1b Fregat    | Cosmódromo Plesetsk rampa n.º 6 del Área 31, Cosmódromo de Plesetsk | Éxito         | Globalstar 2, Uragán-M (GLONASS-M)                                            | Sistema global de navegación por satélite                                                                                   |
| Diciembre de 2011             | Soyuz 2.1a Fregat    | Cosmódromo Baikonur, emplazamiento PU-6/17P32-6, Baikonur           | Éxito         | Globalstar 2                                                                  | Satélite de telefonía móvil                                                                                                 |
| 17 de septiembre de 2012      | Soyuz-2.1a Fregat    | LC-31, Cosmódromo de Baikonur                                       | Éxito         | MetOp-B                                                                       | Satélite meteorológico |
| 12 de octubre de 2012         | Soyuz ST-B Fregat-MT | Puerto espacial de Kourou                                           | Éxito         | Galileo IOV-3/4                                                               | Sistema global de navegación por satélite                                                                                   |
| 14 de noviembre de 2012       | Soyuz-2.1a Fregat-M  | LC-43, Cosmódromo de Plesetsk                                       | Éxito         | Meridian 6                                                                    | Satélite de comunicaciones                                                                                                  |
| 2 de diciembre de 2012        | Soyuz ST-A Fregat    | Puerto espacial de Kourou                                           | Éxito         | Pleiades 1B                                                                   | Satélite de observación terrestre                                                                                           |
| 6 de febrero de 2013          | Soyuz-2.1a Fregat-M  | LC-31, Cosmódromo de Baikonur                                       | Éxito         | Globalstar-2 F4 (6 satellites)                                                | Satélite de comunicaciones                                                                                                  |
| 19 de abril de 2013           | Soyuz-2.1a           | LC-31, Cosmódromo de Baikonur                                       | Éxito         | Bion-M No.1 Aist 2                                                            | Investigación biológica + 5 piggyback satellites                                                                            |
| 26 de abril de 2013           | Soyuz-2.1b Fregat-M  | LC-43, Cosmódromo de Plesetsk                                       | Éxito         | Kosmos 2485 (GLONASS-M 747)                                                   | Sistema global de navegación por satélite                                                                                   |
| 7 de junio de 2013            | Soyuz-2.1b           | LC-43, Cosmódromo de Plesetsk                                       | Éxito         | Kosmos 2486 (Persona No.2)                                                    | Satélite de reconocimiento                                                                                                  |
| 25 de junio de 2013           | Soyuz-2.1b           | LC-31, Cosmódromo de Baikonur                                       | Éxito         | Resurs-P No.1                                                                 | Satélite de observación terrestre                                                                                           |
| 25 de junio de 2013           | Soyuz ST-B Fregat-MT | Puerto espacial de Kourou                                           | Éxito         | O3b-1/2/3/4                                                                   | Satélite de comunicaciones                                                                                                  |
| 19 de diciembre de 2013       | Soyuz ST-B Fregat-MT | Puerto espacial de Kourou                                           | Éxito         | Gaia                                                                          | Observatorio espacial |
| 28 de diciembre de 2013       | Soyuz-2-1v Volga     | LC-43, Cosmódromo de Plesetsk                                       | Éxito         | Aist 1, SKRL-756 #1/2                                                         | Primer vuelo del Soyuz-2-1v                                                                                                 |
| 23 de marzo de 2014           | Soyuz-2.1b Fregat-M  | LC-43, Cosmódromo de Plesetsk                                       | Éxito         | Kosmos 2494 (GLONASS-M 754)                                                   | Sistema global de navegación por satélite                                                                                   |
| 3 de abril de 2014            | Soyuz ST-A Fregat-M  | Puerto espacial de Kourou                                           | Éxito         | Sentinel-1A                                                                   | Satélite de observación terrestre                                                                                           |
| 6 de mayo de 2014             | Soyuz-2.1a           | LC-43, Cosmódromo de Plesetsk                                       | Éxito         | Kosmos 2495 (Kobalt-M)                                                        | Satélite de reconocimiento                                                                                                  |
| 14 de junio de 2014           | Soyuz-2.1b Fregat-M  | LC-43, Cosmódromo de Plesetsk                                       | Éxito         | Kosmos 2500 (GLONASS-M 755)                                                   | Sistema global de navegación por satélite                                                                                   |
| 8 de julio de 2014            | Soyuz-2.1b Fregat-M  | LC-31, Cosmódromo de Baikonur                                       | Éxito         | Meteor-M No.2 AISSat-2                                                        | Satélite meteorológico + 6 piggyback satellites                                                                             |
| 10 de julio de 2014           | Soyuz ST-B Fregat-MT | Puerto espacial de Kourou                                           | Éxito         | O3b-5/6/7/8                                                                   | Satélite de comunicaciones                                                                                                  |
| 18 de julio de 2014           | Soyuz-2.1a           | LC-31, Cosmódromo de Baikonur                                       | Éxito         | Foton-M No.4                                                                  | Microgravedad e investigación biológica                                                                                     |
| 22 de agosto de 2014          | Soyuz ST-B Fregat-MT | Puerto espacial de Kourou                                           | Fallo parcial | Galileo FOC-1/2                                                               | Sistema global de navegación por satélite                                                                                   |
| 29 de octubre de 2014         | Soyuz-2.1a           | LC-31, Cosmódromo de Baikonur                                       | Éxito         | Progress M-25M                                                                | Logística de la Estación Espacial Internacional                                                                             |
| 30 de octubre de 2014         | Soyuz-2.1a Fregat-M  | LC-43, Cosmódromo de Plesetsk                                       | Éxito         | Meridian 7                                                                    | Satélite de comunicaciones                                                                                                  |
| 30 de noviembre de 2014       | Soyuz-2.1b Fregat-M  | LC-43, Cosmódromo de Plesetsk                                       | Éxito         | Kosmos 2501 (GLONASS-K 702K)                                                  | Sistema global de navegación por satélite                                                                                   |
| 18 de diciembre de 2014       | Soyuz ST-B Fregat-MT | Puerto espacial de Kourou                                           | Éxito         | O3b-9/10/11/12                                                                | Satélite de comunicaciones                                                                                                  |
| 25 de diciembre de 2014       | Soyuz-2.1b           | LC-43, Cosmódromo de Plesetsk                                       | Éxito         | Kosmos 2502 (Lotos-S1 No.1)                                                   | Inteligencia de señales |
| 26 de diciembre de 2014       | Soyuz-2.1b           | LC-31, Cosmódromo de Baikonur                                       | Éxito         | Resurs-P No.2                                                                 | Satélite de observación terrestre                                                                                           |
| 27 de febrero de 2015         | Soyuz-2.1a           | LC-43, Cosmódromo de Plesetsk                                       | Éxito         | Kosmos 2503 (Bars-M No.1)                                                     | Satélite de reconocimiento                                                                                                  |
| 27 de marzo de 2015           | Soyuz ST-B Fregat-MT | Puerto espacial de Kourou                                           | Éxito         | Galileo FOC-3/4                                                               | Sistema global de navegación por satélite                                                                                   |
| 28 de abril de 2015           | Soyuz-2.1a           | LC-31, Cosmódromo de Baikonur                                       | Fallo         | Progress M-27 M                                                               | Logística de la Estación Espacial Internacional                                                                             |
| 5 de junio de 2015            | Soyuz-2.1a           | LC-43, Cosmódromo de Plesetsk                                       | Éxito         | Kosmos 2505 (Kobalt-M)                                                        | Satélite de reconocimiento                                                                                                  |
| 23 de junio de 2015           | Soyuz-2.1b           | LC-43, Cosmódromo de Plesetsk                                       | Éxito         | Kosmos 2506 (Persona No.3)                                                    | Satélite de reconocimiento                                                                                                  |
| 11 de septiembre de 2015      | Soyuz ST-B Fregat-MT | Puerto espacial de Kourou                                           | Éxito         | Galileo FOC-5/6                                                               | Sistema global de navegación por satélite                                                                                   |
| 17 de noviembre de 2015       | Soyuz-2.1b           | LC-43, Cosmódromo de Plesetsk                                       | Éxito         | Kosmos 2510 (EKS)                                                             | Missile early warning |
| 5 de diciembre de 2015        | Soyuz-2-1v Volga     | LC-43, Cosmódromo de Plesetsk                                       | Fallo parcial | Kanopus-ST 1 (Kosmos 2511) KYuA 1 (Kosmos 2512)                               | Satélite de observación terrestre Radar calibration                                                                         |
| 17 de diciembre de 2015       | Soyuz ST-B Fregat-MT | Puerto espacial de Kourou                                           | Éxito         | Galileo FOC-8/9                                                               | Sistema global de navegación por satélite                                                                                   |
| 21 de diciembre de 2015       | Soyuz-2.1a           | LC-31, Cosmódromo de Baikonur                                       | Éxito         | Progress MS-01                                                                | Logística de la Estación Espacial Internacional                                                                             |
| 7 de febrero de 2016          | Soyuz-2.1b Fregat-M  | LC-43, Cosmódromo de Plesetsk                                       | Éxito         | Kosmos 2514 (GLONASS-M 751)                                                   | Sistema global de navegación por satélite                                                                                   |
| 13 de marzo de 2016           | Soyuz-2.1b           | LC-31, Cosmódromo de Baikonur                                       | Éxito         | Resurs-P No.3                                                                 | Satélite de observación terrestre                                                                                           |
| 24 de marzo de 2016           | Soyuz-2.1a           | LC-43, Cosmódromo de Plesetsk                                       | Éxito         | Kosmos 2515 (Bars-M No.2)                                                     | Satélite de reconocimiento                                                                                                  |
| 31 de marzo de 2016           | Soyuz-2.1a           | LC-31, Cosmódromo de Baikonur                                       | Éxito         | Progress MS-02                                                                | Logística de la Estación Espacial Internacional                                                                             |
| 25 de abril de 2016           | Soyuz ST-A Fregat-M  | Puerto espacial de Kourou                                           | Éxito         | Sentinel-1B MICROSCOPE AAUSAT 4                                               | Satélite de observación terrestre Investigación astrofísica Demostración de tecnología                                      |
| 28 de abril de 2016           | Soyuz-2.1a Volga     | Cosmódromo Vostochni                                                | Éxito         | Mikhailo Lomonosov Aist-2D                                                    | Astronomía de rayos gamma Demostración de tecnología                                                                        |
| 24 de mayo de 2016            | Soyuz ST-B Fregat-MT | Puerto espacial de Kourou                                           | Éxito         | Galileo FOC-10/11                                                             | Sistema global de navegación por satélite                                                                                   |
| 29 de mayo de 2016            | Soyuz-2.1b Fregat-M  | LC-43, Cosmódromo de Plesetsk                                       | Éxito         | Kosmos 2516 (GLONASS-M 760)                                                   | Sistema global de navegación por satélite                                                                                   |
| 28 de enero de 2017           | Soyuz ST-B Fregat-MT | Puerto espacial de Kourou                                           | Éxito         | Hispasat AG1 Small GEO                                                        | Satélite de comunicaciones                                                                                                  |
| 18 de mayo de 2017            | Soyuz ST-A Fregat-M  | Puerto espacial de Kourou                                           | Éxito         | SES-15                                                                        | Satélite de comunicaciones                                                                                                  |
| 25 de mayo de 2017            | Soyuz-2.1b Fregat-M  | LC-43, Cosmódromo de Plesetsk                                       | Éxito         | EKS-2                                                                         | Missile early warning |
| 14 de junio de 2017           | Soyuz-2.1a           | LC-31, Cosmódromo de Baikonur                                       | Éxito         | Progress MS-06                                                                | Logística de la Estación Espacial Internacional                                                                             |
| 23 de junio de 2017           | Soyuz-2-1v Volga     | LC-43, Cosmódromo de Plesetsk                                       | Éxito         | Kosmos 2519                                                                   | Military satellite, possibly geodesy project Nivelir-ZU                                                                     |
| 14 de julio de 2017           | Soyuz-2.1a Fregat-M  | LC-31, Cosmódromo de Baikonur                                       | Fallo parcial | Kanopus-V-IK Diversos cubesat                                                 | Satélite de observación terrestre Investigación heliofísica                                                                 |
| 22 de septiembre de 2017      | Soyuz-2.1b Fregat-M  | LC-43, Cosmódromo de Plesetsk                                       | Éxito         | Kosmos 2522 (GLONASS-M 752)                                                   | Sistema global de navegación por satélite                                                                                   |
| 14 de octubre de 2017         | Soyuz-2.1a           | LC-31, Cosmódromo de Baikonur                                       | Éxito         | Progress MS-07                                                                | Logística de la Estación Espacial Internacional                                                                             |
| 28 de noviembre de 2017       | Soyuz-2.1b Fregat-M  | Cosmódromo Vostochni                                                | Fallo         | Meteor-M No.2-1 Ionosfera Baumanets Diversos cubesat                          | Satélite meteorológico Investigación ionosférica                                                                            |
| 2 de diciembre de 2017        | Soyuz-2.1b           | LC-43, Cosmódromo de Plesetsk                                       | Éxito         | Kosmos 2524 (Lotos-S1 No.2)                                                   | Inteligencia de señales |
| 1 de febrero de 2018          | Soyuz-2.1a Fregat-M  | Cosmódromo Vostochni                                                | Éxito         | Kanopus-V No.3, No.4 Lemur-2 74, 75, 76, 77 S-Net 1, 2, 3, 4 D-Star One v.1.1 | Satélite de observación terrestre Demostración de tecnología                                                                |
| 13 de febrero de 2018         | Soyuz-2.1a           | LC-31, Cosmódromo de Baikonur                                       | Éxito         | Progress MS-08                                                                | Logística de la Estación Espacial Internacional                                                                             |
| 9 de marzo de 2018            | Soyuz ST-B Fregat-MT | Puerto espacial de Kourou                                           | Éxito         | O3b-13/14/15/16                                                               | Satélite de comunicaciones                                                                                                  |
| 28 de marzo de 2018           | Soyuz-2-1v           | Cosmódromo de Plesetsk                                              | Éxito         | Kosmos 2525 (EMKA)                                                            | Military satellite |
| 16 de junio de 2018           | Soyuz-2.1b Fregat-M  | LC-43, Cosmódromo de Plesetsk                                       | Éxito         | Kosmos 2527 (GLONASS-M 756)                                                   | Sistema global de navegación por satélite                                                                                   |
| 9 de julio de 2018            | Soyuz-2.1a           | LC-31, Cosmódromo de Baikonur                                       | Éxito         | Progress MS-09                                                                | Logística de la Estación Espacial Internacional                                                                             |
| 25 de octubre de 2018         | Soyuz-2.1b           | LC-43, Cosmódromo de Plesetsk                                       | Éxito         | Kosmos 2528 (Lotos-S1 No.4)                                                   | Inteligencia de señales |
| 3 de noviembre de 2018        | Soyuz-2.1b Fregat-M  | LC-43, Cosmódromo de Plesetsk                                       | Éxito         | Kosmos 2529 (GLONASS-M 757)                                                   | Sistema global de navegación por satélite                                                                                   |
| 7 de noviembre de 2018        | Soyuz ST-B Fregat-M  | Puerto espacial de Kourou                                           | Éxito         | MetOp-C                                                                       | Satélite meteorológico |
| 19 de diciembre de 2018       | Soyuz ST-A Fregat-M  | Puerto espacial de Kourou                                           | Éxito         | CSO 1                                                                         | Satélite de reconocimiento de las Fuerzas Armadas francesas                                                                 |
| 27 de diciembre de 2018       | Soyuz-2.1a Fregat-M  | Cosmódromo Vostochni                                                | Éxito         | Kanopus-V №5 & Kanopus-V №6 Dove Flock-w × 12                                 | Satélites de observación terrestre                                                                                          |
| 21 de febrero de 2019         | Soyuz-2.1b Fregat-M  | LC-31, Cosmódromo de Baikonur                                       | Éxito         | EgyptSat A                                                                    | Satélite de observación terrestre                                                                                           |
| 27 de febrero de 2019         | Soyuz ST-B Fregat-MT | Puerto espacial de Kourou                                           | Éxito         | OneWeb × 6 + mockups × 4 (pilot flight)                                       | Satélite de comunicaciones                                                                                                  |
| 4 de abril de 2019            | Soyuz-2.1a           | LC-31, Cosmódromo de Baikonur                                       | Éxito         | Progress MS-11                                                                | Logística de la Estación Espacial Internacional                                                                             |
| 27 de mayo de 2019            | Soyuz-2.1b Fregat-M  | LC-43, Cosmódromo de Plesetsk                                       | Éxito         | GLONASS-M 758                                                                 | Sistema global de navegación por satélite                                                                                   |
| 22 de agosto de 2019          | Soyuz-2.1a           | LC-31 Rampa Número 6 Cosmódromo de Baikonur                         | Éxito         | Soyuz MS-14                                                                   | Lanzamiento de prueba de una Soyuz-2.1a para validar su uso en misiones tripuladas con el objetivo de sustituir el Soyuz-FG |
| 9 de abril de 2020            | Soyuz-2.1a           | LC-31 Rampa Número 6 Cosmódromo de Baikonur                         | Éxito         | Soyuz MS-16                                                                   | |